# صدر الدين الحسيني
صدر الدين أبي الحسن علي بن أبي الفوارس ناصر علي الحسيني ، المعروف بـ صدر الدين الحسيني (1180 - 1225) هو مؤرخ وكاتب وشاعر من القرنين السادس والسابع الهجريين، تزامنت حياته مع بداية صراع طغرل بك مع الغزنويين.

## مؤلفاته
- أخبار الدولة السلجوقية، وهو كتاب يصف تاريخ السلاجقة.